# نارینه (نام کوچک)
نارینه (ارمنی: Նարինե) نام کوچک زنانه رایج در میان ارمنیان می‌باشد. ممکن است به یکی از موارد زیر اشاره داشته باشد:
- نارینه آبگاریان
- نارینه آرتاشیان
- نارینه آلکسانیان
- نارینه آنتونیان
- نارینه دوولاتیان
- نارینه سیمونیان
- نارینه گریگوریان